# Мезокапромисы
Мезокапромисы (лат. Mesocapromys) — род грызунов подсемейства хутиевых семейства щетинистых крыс, эндемик острова Куба и мелких островов, расположенных вдоль её южного побережья. Встречаются в болотистых местностях.

## Описание
Длина тела и головы: 208—297 мм, хвост: 178—210 мм. Внешний видом, в том числе цветом меха, напоминают кубинскую хутию, но имеют меньше вариаций окраса. Верхняя часть тела тёмно-коричневая или тёмно-серая, а нижняя более светлая.

## Виды
База данных Американского общества маммологов (ASM Mammal Diversity Database) признаёт 15 видов мезокапромисов:
- Хутия Кабреры (Mesocapromys angelcabrerai)
- Ушастая хутия (Mesocapromys auritus)
- Чернохвостая хутия (Mesocapromys melanurus)
- Крошечная хутия (Mesocapromys nana)
- Санфилипская хутия (Mesocapromys sanfelipensis)